# العلاقات الليبيرية الليسوتوية
العلاقات الليبيرية الليسوتوية هي العلاقات الثنائية التي تجمع بين ليبيريا وليسوتو.

## مقارنة بين البلدين
هذه مقارنة عامة ومرجعية للدولتين:
| وجه المقارنة                                              | ليبيريا      | ليسوتو                      |
| --------------------------------------------------------- | ------------ | --------------------------- |
| المساحة (كم2)                                             | 111.37 ألف   | 32.96 ألف                   |
| عدد السكان (نسمة)                                         | 4.73 مليون   | 2.23 مليون                  |
| الكثافة السكانية (ن./كم²)                                 | 42.47        | 67.66                       |
| العاصمة                                                   | مونروفيا     | ماسيرو                      |
| اللغة الرسمية                                             | لغة إنجليزية | لغة إنجليزية، اللغة السوتية |
| العملة                                                    | دولار ليبيري | لوتي ليسوتو                 |
| الناتج المحلي الإجمالي (بليون دولار)                      | 2.16 مليار   | 2.64 مليار                  |
| الناتج المحلي الإجمالي (تعادل القوة الشرائية) بليون دولار | 3.76 مليار   | 6.30 مليار                  |
| الناتج المحلي الإجمالي الاسمي للفرد دولار أمريكي          | 455          | 1.07 ألف                    |
| الناتج المحلي الإجمالي للفرد دولار أمريكي                 | 842          | 2.64 ألف                    |
| مؤشر التنمية البشرية                                      | 0.430        | 0.497                       |
| رمز المكالمات الدولي                                      | +231         | +266                        |
| رمز الإنترنت                                              | .lr          | .ls                         |
| المنطقة الزمنية                                           | 00           | ت ع م+02:00                 |

## منظمات دولية مشتركة
يشترك البلدان في عضوية مجموعة من المنظمات الدولية، منها:
| علم المنظمة | اسم المنظمة                                 | تاريخ انضمام ليبيريا | تاريخ انضمام ليسوتو |
| ----------- | ------------------------------------------- | -------------------- | ------------------- |
|             | مؤسسة التنمية الدولية                       | 28 مارس 1962         | 19 سبتمبر 1968      |
|             | البنك الإفريقي للتنمية                      | ?                    | ?                   |
|             | مؤسسة التمويل الدولية                       | 28 مارس 1962         | 29 سبتمبر 1972      |
|             | منظمة حظر الأسلحة الكيميائية                | ?                    | ?                   |
|             | الأمم المتحدة                               | 2 نوفمبر 1945        | 17 أكتوبر 1966      |
|             | الاتحاد الدولي للاتصالات                    | 10 أكتوبر 1927       | 26 مايو 1967        |
|             | منظمة الشرطة الجنائية الدولية               | ?                    | ?                   |
|             | البنك الدولي للإنشاء والتعمير               | 28 مارس 1962         | 25 يوليو 1968       |
|             | الاتحاد البريدي العالمي                     | ?                    | ?                   |
|             | المركز الدولي لتسوية المنازعات الاستشارية   | 16 يوليو 1970        | 7 أغسطس 1969        |
|             | وكالة ضمان الاستثمار متعدد الأطراف          | 12 أبريل 2007        | 12 أبريل 1988       |
|             | مجموعة دول أفريقيا والكاريبي والمحيط الهادئ | ?                    | ?                   |
|             | الاتحاد الأفريقي                            | ?                    | ?                   |
|             | يونسكو                                      | 6 مارس 1947          | 29 سبتمبر 1967      |

## وصلات خارجية
- موقع وزارة الخارجية الليبيرية
- موقع وزارة الخارجية الليسوتوية